# Mircea David
Mircea David (* 16. Oktober 1914 in Sinaia, Kreis Prahova; † 12. Oktober 1993 in Iași) war ein rumänischer Fußballtorhüter. Er bestritt 143 Partien in der höchsten rumänischen Fußballliga, der Divizia A, und nahm als Ersatzspieler an der Fußball-Weltmeisterschaft 1938 teil.

## Leben
Mircia David wurde im Jahr 1914 in Sinaia geboren. Nach wenigen Jahren zog die Familie nach Oradea um. Er spielte zunächst Oină und begann erst später mit dem Fußballspielen. Sein Vorbild war der österreichische Torwart Rudolf Hiden.

## Karriere als Spieler
David begann seine Karriere bei seinem Heimatverein Clubul Atletic Oradea. Dort rückte er in der Saison 1933/34 in die erste Mannschaft auf und gab am 8. Oktober 1933 seinen Einstand in der höchsten rumänischen Spielklasse, der Divizia A. In der Saison 1935/36 wurde David bei CAO zum Stammspieler.
Im Jahr 1938 verließ David CAO und schloss sich dem rumänischen Spitzenklub Venus Bukarest an. Dort konnte er in den Jahren 1939 und 1940 die rumänische Meisterschaft erringen. Als Venus nach dem Ende des Zweiten Weltkrieges in die zweithöchste Spielklasse, die Divizia B, eingeordnet wurde, blieb er dem Verein zunächst treu, schloss sich aber im Jahr 1947 dem Ligakonkurrenten August 23 Lugoj an.
Nach einem sportlich enttäuschenden Jahr in Lugoj kehrte David nach Oradea zu CAO, das mittlerweile unter dem Namen ICO Oradea spielte, zurück. Dort gelang ihm in der Saison 1948/49 erneut der Gewinn der Meisterschaft. Im Jahr 1951 beendete er dort seine Karriere.

## Nationalmannschaft
David absolvierte zwölf Spiele für die rumänische Fußballnationalmannschaft. Seinen Einstand gab er am 4. Oktober 1936 gegen Ungarn. Im Jahr 1938 nominierte ihn Nationaltrainer Alexandru Săvulescu zwar für den Kader zur Fußball-Weltmeisterschaft in Frankreich, setzte ihn aber nicht ein.

## Karriere als Trainer
Nach dem Ende seiner aktiven Laufbahn übernahm David im Jahr 1952 Știința Iași in der Divizia B. Nach dem Aufstieg in die Divizia A am Ende der Saison 1959/60 gab er den Trainerjob auf und wechselte zum rumänischen Fußballverband.

## Erfolge

### Als Spieler
- Rumänischer Meister: 1939, 1940, 1949
- WM-Teilnehmer: 1938 (Ersatzspieler)

### Als Trainer
- Aufstieg in die Divizia A: 1960